# Caryophyllia decamera
Caryophyllia decamera is een rifkoralensoort uit de familie Caryophylliidae. De wetenschappelijke naam van de soort is voor het eerst geldig gepubliceerd in 1998 door Cairns.